# Dipoena pallisteri
Espèce
Dipoena pallisteri est une espèce d'araignées aranéomorphes de la famille des Theridiidae.

## Distribution
Cette espèce est endémique de la région de Cuzco au Pérou,.

## Description
La femelle holotype mesure 2,2 mm.

## Étymologie
Cette espèce est nommée en l'honneur de John C. Pallister.

## Publication originale
- Levi, 1963 : American spiders of the genera Audifia, Euryopis and Dipoena (Araneae: Theridiidae). Bulletin of the Museum of Comparative Zoology, vol. 129, no 2, p. 121-185 (texte intégral).